# 宮城県運転免許センター

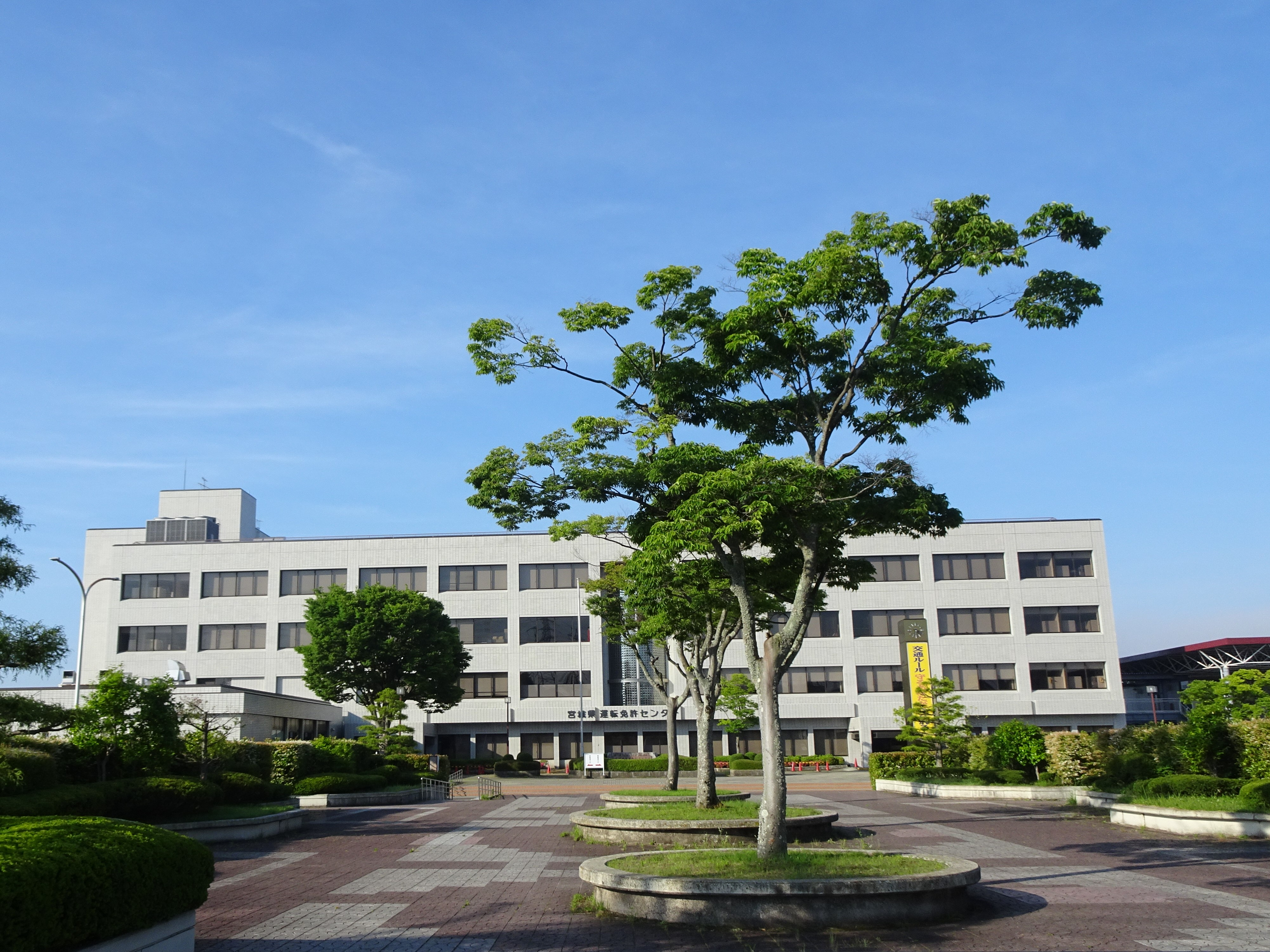
宮城県運転免許センター

宮城県運転免許センター（みやぎけんうんてんめんきょセンター）は、宮城県警察が管理する運転免許試験場。旧名は宮城県運転免許試験場。

## 施設概要
宮城県仙台市泉区にある運転免許試験場。かつては七北田橋近くの市名坂地区に免許試験場があったが、手狭になったため、1984年に現在の松森地区に移転した。
跡地は宮城県警察の交通機動隊と機動警ら隊の隊舎を経て、2004年4月に仙台市立市名坂小学校が開校している。

## 所在地
- 宮城県仙台市泉区市名坂字高倉65

## 概要
- 学科試験
  - 受付日：月～金（祝日を除く）
  - 受付時間：8:30～9:30
- 更新手続
  - 受付日：月～金・日（祝日を除く）
  - 受付時間：8:30～9:30/13:00～14:00
  - 仙台市内（仙台中央、仙台北、仙台東、仙台南、泉、若林）、岩沼、塩釜、大和、亘理の各警察署管内の運転者の免許更新を行っている。
  - 気仙沼、南三陸警察署管内を除くその他の地区は最寄りの古川、石巻、仙南の各運転免許センターで更新できる。気仙沼、南三陸の各警察署管内在住の運転者はそれぞれの警察署での免許更新となる。
- そのほかの手続
  - 再交付手続き
  - 記載事項変更届け
  - 国外免許手続き
  - 交通反則金納付

## 交通機関
路線バスはすべて宮城交通が運行。
- 仙台駅西口バスプール6番乗り場より 八乙女駅・運転免許センター経由松陵ニュータウン、鶴が丘ニュータウン行（所要時間50分）で『運転免許センター』下車。
- 仙台市地下鉄南北線・泉中央駅または八乙女駅より 運転免許センター経由松陵ニュータウン、鶴が丘ニュータウン行（所要時間15～20分）で『運転免許センター』下車。
- JR東北本線・岩切駅より 鶴が丘二丁目経由泉中央駅行（所要時間20～25分）で『鹿島ショッピングタウン』下車、南へ2分（平日のみ・朝8:00発1本のみ。）
- イオンモール新利府 南館より 泉中央駅行（所要時間20～25分）で『運転免許センター』下車 （土日祝のみ 一日4便）

## 周辺
- 国道4号仙台バイパス
- 七北田川
- 宮城県道35号泉塩釜線
- ケイヨーデイツー泉市名坂店
- ヨークタウン市名坂店
- ヤマダ電機テックランド仙台泉本店